# Швермова, Мария
Мария Швермова (чеш. Marie Švermová; 17 августа 1902, Теплице — 4 февраля 1992, Прага) — чехословацкая коммунистка, член Президиума ЦК КПЧ, депутат Национального собрания. Была видным политическим организатором и пропагандистом сталинистского режима Клемента Готвальда. В 1951 году была арестована в ходе партийной чистки и приговорена к пожизненному заключению. Освобождена в 1955 году, впоследствии реабилитирована. Поддержала Пражскую весну, примыкала к диссидентскому движению, подписала Хартию-77. Жена Яна Швермы, старшая сестра Карела Шваба.

## Фанатичная коммунистка
Родилась в чешской рабочей семье. Мартин Шваб, отец Марии, был каменщиком и левым активистом Чешской социал-демократической партии (ЧСДП). В малоимущей семье Мария была старшей из шести детей. С шестилетнего возраста занималась домашним хозяйством, помогала родителям, заботилась о братьях и сёстрах.
С 1919 года Мария Швабова состояла в ЧСДП. При расколе 1921 года она — подобно отцу Мартину и брату Карелу — выбрала радикально-марксистское крыло и вступила в Коммунистическую партию Чехословакии (КПЧ). Была фанатично привержена идеологии коммунизма, в которой видела принципы социальной справедливости. Ориентировалась на СССР, преклонялась перед Сталиным.
Была замужем за Яном Швермой, видным деятелем КПЧ, близким сподвижником Клемента Готвальда. В браке имела дочь. В 1944 году Ян Шверма погиб в Словацком национальном восстании. Мария Швермова годы Второй мировой войны провела в Москве.

## Функционер КПЧ
В 1945 году Мария Швермова вернулась в Чехословакию. Была кооптирована в высший руководящий орган партии — Президиум ЦК КПЧ. Курировала организационный отдел ЦК. В 1946 году была избрана в Учредительное национальное собрание Чехословацкой Республики, в 1948-м — в Национальное собрание. Оставалась депутатом до ареста в 1951 году.
Мария Швермова придерживалась в партии ортодоксально-сталинистских позиций, полностью поддерживала политику Клемента Готвальда, в том числе февральский переворот 1948 года. Организовывала кампанию за смертную казнь Милады Гораковой (с которой была лично знакома и отговаривала от вступления в КПЧ), в чём впоследствии выражала раскаяние. Карел Шваб, младший брат Марии Швермовой, возглавлял отдел безопасности ЦК КПЧ, был видным функционером Службы госбезопасности, активным участником политических репрессий.
Личная жизнь Марии Швермовой складывалась сложно и драматично переплеталась с политической деятельностью. Она состояла в близких отношениях с членом ЦК КПЧ Отто Шлингом. Одновременно её склонял к браку влиятельный министр информации Вацлав Копецкий, главный идеолог КПЧ, считавшийся «правой рукой» Готвальда. Отказ Швермовой создал ей в лице Копецкого могущественного и опасного личного врага.

## Арест, заключение, реабилитация
С 1950 году в Чехословакии начался новый цикл репрессий и партийных чисток. Был арестован Отто Шлинг, затем Карел Шваб. Жёсткой критике за «потворство заговору» подвергся орготдел ЦК. В 1951 году Мария Швермова была арестована органами МНБ и обвинена в антиправительственном заговоре. На следствии была психологически надломлена, подписала все затребованные показания, в том числе на Шлинга и Шваба.
Первоначально предполагалось, что Шлинг и его сообщники, включая Швермову и Шваба, будут осуждены за подготовку свержения президента Готвальда и генерального секретаря ЦК КПЧ Рудольфа Сланского. Однако в ноябре 1951 года был арестован и Сланский. Сценарий процесса был изменён — Сланского определили в главари заговора. Отто Шлинг и Карел Шваб были осуждены по процессу Сланского и повешены.
Мария Швермова предстала перед судом позже. Особую ярость в обличениях Швермовой проявлял Копецкий. Подчинённый ему пропагандистский аппарат требовал для «государственной преступницы» самого сурового наказания. Его мотив личной мести женщине за отказ был при этом настолько очевиден, что Копецкий даже не пытался скрывать: например, публично расписывал «грязный роман Швермовой со Шлингом».
На «процессе региональных секретарей» в январе 1954 года Мария Швермова была приговорена к пожизненному заключению. От смертной казни её спасла лишь позиция советских инструкторов чехословацкой госбезопасности, которые посчитали Швермову недостаточно крупной политической фигурой.
Однако обстановка в стране к тому времени изменилась после смерти Сталина и Готвальда. В 1956 году Мария Швермова была освобождена и реабилитирована.

## Идейная эволюция
Следующее десятилетие Мария Швермова прожила частной жизнью дистанцируясь от политики. Она многое переосмыслила в своих взглядах, эволюционировала от ортодоксального коммунизма к демократическому социализму. В 1968 году с энтузиазмом поддержала Пражскую весну. Была награждена орденом Республики.
После подавления Пражской весны Мария Швермова примкнула к диссидентскому движению, хотя в связи с преклонным возрастом активности не проявляла. Одной из первых подписала Хартию-77.
Во время Бархатной революции Марии Швермовой было 87 лет. Скончалась она через два года с небольшим, увидев падение коммунистического режима. Историк Иржи Пернес посвятил ей главу в своей книге Komunistky s fanatismem v srdci — Коммунистки с фанатизмом в сердце.